# 无限航路
《無限航路 -Infinite Space-》是一款由白金工作室制作并由世嘉发行在NDS平台上的角色扮演游戏。本作也是白金工作室与世嘉合作系列的第三款游戏。2009年6月11日率先在日本地区发售，2010年3月16日在北美地区发售，2010年3月26日在欧洲发售。

## 概要
本作发生在以小麦哲伦星系和大麦哲伦星系为主的宇宙空间中，由《少年篇》以及《青年篇》两部分组成。

游戏发售首周（日版）（2009年6月8日 - 6月14日）大约销售近4万套（店頭消化率大约为90%），因此成为当周游戏软件销量的冠军。

## 游戏主创
- 游戏监制      ：稻叶敦志
- 游戏导演兼编剧：河野一二三
- 游戏人物设定  ：竹安佐和记、岩元辰郎
- 战舰设定      ：大久保淳二、宮武一貴、寺岡賢司、鷲尾直広、新貝田鉄也郎, 時代みつる, 村田護郎, 山口恭史
- 剧情规划      ：貫田将文
- 游戏作曲      ：高田雅史、天野正道
- 主題歌演唱    ：西村知恵子
- 过场动画制作  ：GONZO、Production I.G
- 动画导演      ：副岛康文
- 动画人物设计  ：追崎史敏
- LOGO设计      ：ワズ・ワークス
- 联合制作      ：河森正治

来源：官方网站（国内版，海外版），开发人员访谈，开发人员栏，宣传DVD。